# Klackamo
Klackamo är en fantasistad där 91:an Karlsson, 87:an och de andra gör lumpen i serien 91:an. Namnet har viss likhet med Backamo, en före detta exercished i Bohuslän för Bohusläns regemente. Det kan även jämföras med 91 Karlssons hem, gården Backabo.
Seriens grundare Rudolf Petersson gjorde sin militärtjänst på Hallands regemente (I 16) i Halmstad, och det har därför ofta antagits att Klackamo från början var en version av Halmstad. Många av figurerna i serien är också baserade på verkliga personer som Petersson träffade på under sin tid på I 16.
91:an Karlsson står också staty i Halmstad, en stad där Garnisons- och Luftvärsmuseet har en avdelning för serien 91:an. I olika serieavsnitt finns tydligare referenser till gatumiljöer och annat med koppling till Halmstad.
Sedan serien utvecklats vidare med nya författare och tecknare har eventuella likheter med Halmstad minskat.